# Lightwater
Lightwater es una localidad situada en el distrito no metropolitano de Surrey Heath, en Surrey, Inglaterra (Reino Unido). Según el censo de 2021, tiene una población de 6500 habitantes.
Está ubicada en el centro de la región del Sudeste de Inglaterra, cerca de la ciudad de Guildford —la capital del condado y de la región— y a poca distancia al sur del río Támesis y de Londres.